# Casa de la Venus en bikini
La Casa de Venus en bikini, también conocida como la Casa de Máximo, es una casa de la época romana, enterrada durante la erupción del Vesubio en el año 79 y encontrada tras las excavaciones arqueológicas de la antigua Pompeya.

## Historia
Construida en el siglo II a. C., durante el siglo I la propiedad fue dividida dando lugar a la casa en su forma definitiva. Resultó dañada por el terremoto del año 62: se iniciaron las obras de restauración, como demuestra el cierre de una puerta que la comunicaba con la cercana Casa de Lucio Habonio Primo y las decoraciones en cuarto estilo o de ilusionismo; pero, aún inacabada o presumiblemente interrumpida, hipótesis apoyada por un grafito hallado en un fresco y dos estatuas rotas, quedó cubierta bajo un manto de cenizas y lapilli durante la erupción del Vesubio en el año 79: hallazgos de utensilios de cocina y esqueletos sugieren que la casa estaba habitada en el momento de la erupción.
Fue descubierta en 1913 a raíz de unas excavaciones arqueológicas promovidas por Vittorio Spinazzola: en este caso, se desenterró la fachada, en la que destacaban algunos carteles electorales, entre ellos uno que mencionaba a un tal Máximo.  Una segunda fase de exploraciones tuvo lugar entre 1952 y 1954, a cargo del equipo de Amedeo Maiuri: la casa se exploró por completo, pero se dispone de información fragmentaria sobre los hallazgos, ya que estos se catalogaron como si se tratara de un inventario; fue a raíz de estas investigaciones cuando se encontró la estatua de la Venus en bikini, que dio nombre definitivo a la casa. Entre 1955 y septiembre de 1961 se llevaron a cabo nuevas exploraciones, pero faltan informes sobre la excavación: en este periodo, las investigaciones fueron bastante rápidas, ocupándose sobre todo de retirar material piroclástico; en algunos lugares, el material volcánico se encontró menoscabado, señal de manipulaciones anteriores, antes de las excavaciones oficiales.

## Descripción
La casa se encuentra en la Regio I, a lo largo de vía de la Abundancia y tiene unos doscientos metros cuadrados. Hay varias hipótesis sobre el propietario: según Matteo Della Corte podría tratarse de un centro Maximus, como lo demuestra una inscripción electoral encontrada en la fachada, en la que otros carteles tanto en rojo como en negro, mientras que según Melinda Armitt podría haber pertenecido a un liberto de la familia de Popea Sabina, a partir de dos sellos encontrados en un armario; la identificación del propietario sigue siendo incierta, porque tales nombres también se encuentran en otras viviendas de Pompeya. El pavimento que discurre cerca de la entrada es de argamasa en bruto sobre una capa de mortero gris. La puerta de entrada se apuntaló en cuanto el material piroclástico comenzó a depositarse. El corredor de entrada presenta una decoración mural inacabada: el zócalo es de color negro dividido en compartimentos, mientras que la zona central es de color amarillo delimitada en compartimentos con diseños de candelabros y cenefas ornamentales: en el centro hay medallones con cabezas femeninas. También hay un grafito que reza «Venite amantes»: según Della Corte la casa pudo ser un lupanar. No se encontraron objetos en el pasillo.

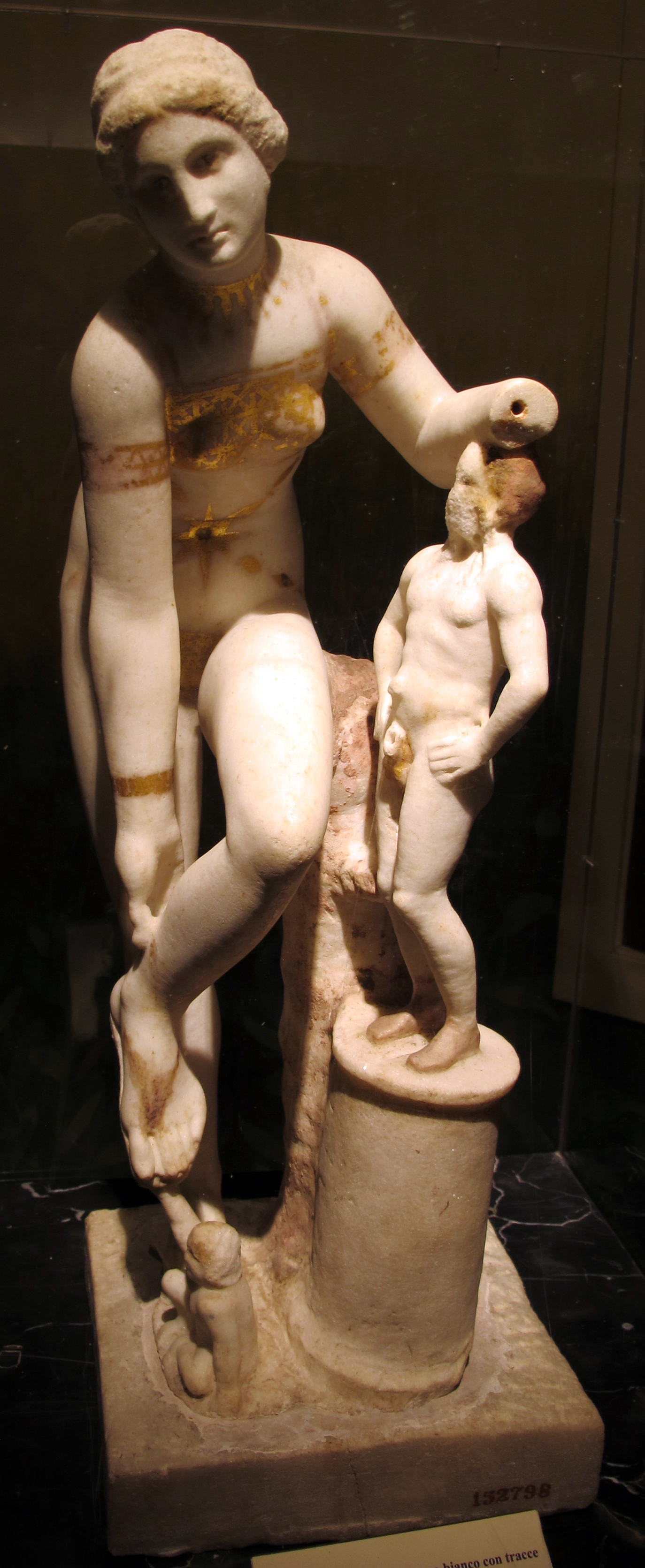
Estatua de Venus en bikini.

A continuación se entra en el atrio. En la pared norte hay una entrada secundaria, mientras que las paredes sur y este están cubiertas de yeso gris oscuro. En el centro de la sala se encuentra el  impluviumcon una base de opus signinum y la adición de piezas de mármol coloreado: cerca del impluvium hay tres columnas, colocadas de forma que puedan verse desde el exterior, que hacían las veces de pedestal, sobre el que descansaba una estatua, la llamada Venus en bikini que da nombre a la casa. La estatua, conservada en el Museo Arqueológico Nacional de Nápoles, fue hallada en enero de 1954, y le falta un brazo: representa a Venus con un mamilare dorado en el acto de atarse una sandalia después de bañarse, apoyada en un cupido; a veces, erróneamente, se indica que se encuentra en la villa de Julia Felix o en una casa que no existe, esto se debe a que la casa de la Venus en bikini, con el paso de los años, sufrió un cambio de coordenadas. En el lado sur de la habitación se encontraron numerosas bisagras: al principio se supuso que podrían ser de una caja fuerte, pero más tarde se llegó a la conclusión de que se trataba de un mueble. Entre los objetos contenidos: ocho vasijas de bronce como jarras y platos, una linterna, botellas de vidrio, un compás y un tintero de bronce, joyas de oro, bronce y vidrio, piedras preciosas, objetos de mármol, dados y objetos de juego, dos dientes de jabalí, monedas de bronce, oro y plata, una jarra decorada con plata, una estatua de terracota de Cupido, objetos de tocador de bronce y dos sellos con los nombres C. Poppaei Idrus y Cissus Pithius Communis; aunque subsisten dudas sobre la procedencia real de estos objetos, tal cantidad sugiere que la casa estaba habitada en la época de la erupción. La sala, aún en proceso de restauración, como demuestra el programa decorativo de las paredes abandonadas tras una primera pintura, no tiene suelo.
A lo largo del lado norte del atrio, a ambos lados del pasillo de entrada, hay dos habitaciones: una, probablemente sin uso en el momento de la erupción y pendiente de restauración, como demuestra también la falta de artefactos en su interior, muestra paredes sin enlucir y un pavimento que pudo ser de argamasa o lavapesta. La otra sala, en cambio, era una tienda, con acceso no sólo desde el atrio, sino también desde un cubículo y la calle: presenta decoración del cuarto estilo, con paneles rojos y amarillos divididos por cenefas ornamentales y zócalos rojos. En la pared oeste hay un nicho cuadrado: en su interior se encontraron tres azulejos de terracota y trozos de azulejos rotos, probablemente parte de una estantería. En la esquina sureste hay un podio: al principio se pensó que formaba parte de una escalera, hipótesis que posteriormente se descartó casi por completo debido a su forma inusual. La ausencia de bienes encontrados sugiere que la tienda estaba inactiva en el momento de la erupción.
En el lado este del atrio hay tres entradas a tres salas: la primera tiene paredes del cuarto estilo con frisos rojos y diseños geométricos, mientras que la parte central es blanca y está dividida en paneles con arquitectura fantástica, figuras flotantes, motivos grotescos y temas mitológicos como Píramo y Tisbe en el centro. El suelo, aún inacabado, es de piedra mezclada con mortero. En el interior de la sala, al igual que en las dos siguientes, no se encontraron artefactos, tal vez, como demuestran algunas brechas en las paredes, investigadas inmediatamente después de la erupción: en esta sala, el único elemento encontrado fue un objeto de hierro en forma de T, probablemente los restos de un mueble. Le sigue un cubículo, aunque demasiado pequeño para alojar dos camas o una cama y un armario; las decoraciones son del cuarto estilo: una base amarilla con el añadido de diseños vegetales y una zona central y superior blancas, con paneles divididos por líneas amarillas y rojas y el añadido de pájaros. El suelo es de mortero y loza. La tercera habitación, abierta tanto al atrio como a la tienda, que podría haber sido un almacén (si hubiera sido un almacén tendría yeso rosa y blanco) o un cubículo, tiene las paredes con yeso gris rugoso: la decoración está inacabada.

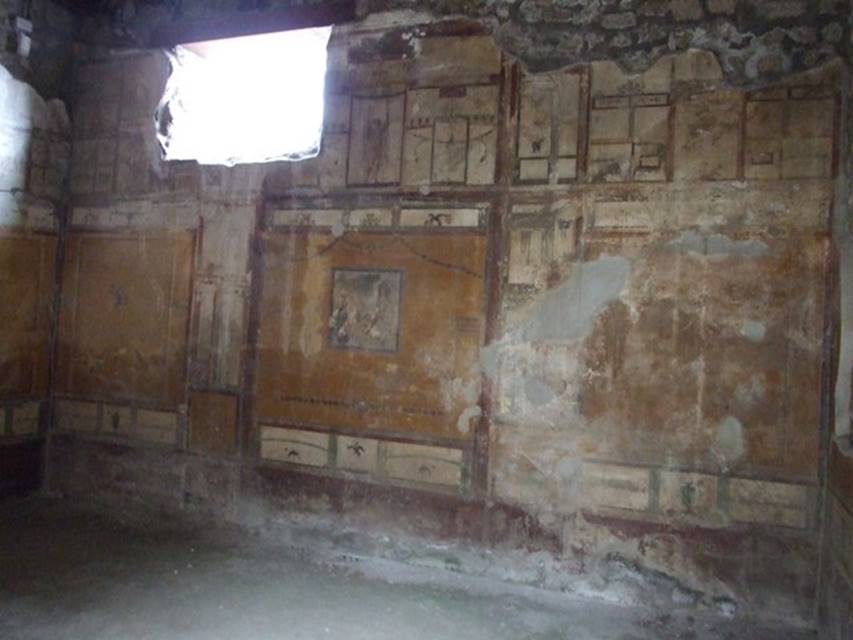
Triclinio

Al sur del atrio se encuentra el tablinum o almacén: desde la sala, una puerta y una ventana conducen directamente al jardín, mientras que una escalera en la esquina noroeste, de la que quedan vestigios, llevaba al piso superior. Hay pinturas en la pared sur y en la zona bajo la escalera: el zócalo es rojo y la parte central amarilla dividida en compartimentos por bandas blancas con, en el centro, una cabeza femenina en uno, y, en otro, Dioniso y un Sileno; sobre la escalera yeso blanco rugoso. El suelo es de cocciopesto con la inserción de baldosas blancas y negras. Por el número de bisagras encontradas en la habitación, había un armario y un cofre que contenía varias ánforas, una hebilla, un cubo y un jarrón de bronce, una estatua de mármol de Hermafrodito  y frascos de vidrio.
El tablinum da acceso al jardín: la pared norte está enlucida en blanco, mientras que las paredes sur y oeste están decoradas en cuarto estilo con escenas típicas de jardín, en particular frisos de color claro con esfinges y la parte central con diseños de árboles, flores y pájaros, así como una figura femenina que sostiene una jofaina. En la esquina de la pared sureste hay una hornacina: la parte inferior está pintada al fresco en consonancia con el resto de la sala, mientras que el interior es de factura más antigua. Se encontró un puteal  cerca de la boca de una cisterna; aunque nunca se encontró, los arqueólogos creen que pudo haber un reloj de sol  en el jardín. El suelo es de cal.
El jardín conduce al triclinio o, desde los hallazgos, a una sala polivalente. La decoración es del cuarto estilo, con la zona basal en rojo, adornada con delfines y criaturas marinas y las partes media y superior en fondo blanco con el añadido de arquitectura fantástica y motivos ornamentales; en el centro de los paneles de la parte media, divididos por cenefas ornamentales y cupidos, los frescos de Artemisa y Acteón y el Juicio de Paris. El suelo, quizá incompleto, es de piedra.  En la sala se encontraron bisagras que podrían haber pertenecido a un baúl o armario; entre los hallazgos: dos frascos y un vaso de cristal, vasijas, hebillas y joyas de bronce y otros objetos de cristal y piedra.
En la esquina entre el jardín y el triclinio hay una habitación que algunos mapas atribuyen a la casa, mientras que otros no: esta podría ser la cocina. Las paredes están enlucidas, mientras que el suelo es de opus signinum. En el lado sur había un banco, casi completamente destruido, y en la esquina sureste una letrina. No se encontraron artefactos, aunque según Armitt varios objetos de bronce, cerámica y vidrio procedían de la cocina.
La casa tenía un piso superior al que se accedía desde el tablinum, que se derrumbó como consecuencia de la erupción. En la parte delantera de la casa, a una altura de cuatro metros sobre el nivel del suelo, se encontraron dos esqueletos, uno de los cuales portaba una bolsa con objetos de bronce. En las partes superiores de los materiales volcánicos se encontraron otros objetos de bronce, pero no es posible establecer con certeza si procedían de la casa: se trata de una lámpara de arcilla y una bisagra, una pata de león y un anillo de bronce.